# Hôpital de traumatologie et d'orthopédie (Riga)
L'hôpital de traumatologie et d'orthopédie (en letton : Traumatoloģijas un ortopēdijas slimnīca) est un hôpital situé dans le quartier de Sarkandaugava à Rīga en Lettonie.

## Présentation
L'hôpital de traumatologie et d'orthopédie est un établissement médical situé au 22, rue Duntes, à Riga, en Lettonie. La directrice actuelle de l'hôpital est Anita Vaivode.
L'hôpital de traumatologie et d'orthopédie fournit des soins de santé en cas de blessures et de maladies musculo-squelettiques. Il s'agit du seul centre spécialisé de traumatologie et d'orthopédie en Lettonie.
L'hôpital assure les consultations ambulatoires, les diagnostics, les opérations chirurgicales, la rééducation fonctionnelle, de la formation et des activités de recherche.

## Spécialités et unités fonctionnelles
Les spécialités de l’Hôpital sont les chirurgies spécifiques (traumatologie, orthopédie, arthroplastie, chirurgie arthroscopique, microchirurgie, chirurgie du rachis, chirurgie oncologique, chirurgie septique).
Les unités fonctionnelles sont:
- Centre de chirurgie de la colonne vertébrale,
- Département de chirurgie plastique et de la main et de Microchirurgie,
- Centre de traumatologie,
- Centre de chirurgie articulaire.

## Histoire
L'hôpital a été fondé en 1946 sur le site de l'ancien hôpital municipal de Sarkankalns]sous le nom d'Institut letton de recherche en traumatologie et orthopédie. En 1994, il a été rebaptisé Hôpital d'État de traumatologie et d'orthopédie et en 1998, il a reçu son nom actuel. 
Le concepteur du projet de l'ancien bâtiment, construit en 1889, est l'architecte Heinrich Carl Scheel (de).

## Transports
- Trolleybus : 3